# Günther Probszt
Günther Probszt, bis 1918 Günther Freiherr Probszt von Ohstorff (* 30. Oktober 1887 in Graz; † 23. Juli 1973 in Wien) war ein deutscher Numismatiker und Privatgelehrter.

## Leben
Günther Probszt war der Sohn des späteren kaiserlich-königlichen Generals der Infanterie und Geheimen Rates Emil Freiherr Probszt von Ohstorff. Nach dem Universitätsbesuch promovierte er zum Dr. phil. und war als Privatgelehrter und Professor in Graz tätig. Sein Forschungsgebiet war die Numismatik in Graz und Österreich, besonders mit Bezug auf Kärnten. Er war ab 1960 Schriftleiter der Hefte Numismatische Literatur Osteuropas und des Balkans, die in Graz bei der Akademischen Druck- und Verlagsanstalt erschienen. Daneben forschte und publizierte Günther Probszt auch zur Geschichte, Wirtschafts-, Familien- und Kunstgeschichte Österreichs.

## Schriften (Auswahl)
- Das Grazer Münzhaus 1573 bis 1782. In: Numismatische Zeitschrift. Bd. 54, 1921, ISSN 0250-7838, S. 19–53.
- Der Münzbetrieb in Innerösterreich von 1564 bis 1620. In: Numismatische Zeitschrift. Bd. 55, 1922, S. 17–88.
- Friedrich von Amerling. Der Altmeister der Wiener Porträtmalerei. Amalthea, Zürich u. a. 1927.
- Quellenkunde der Münz- und Geldgeschichte der ehemaligen Österreichisch-Ungarischen Monarchie. Akademische Druck- und Verlags-Anstalt, Graz 1954 (2 Nachträge: ebenda 1960, 1963).
- St. Daniel in Kärnten. In: Der Anschnitt. Zeitschrift für Kunst und Kultur des Bergbaues. Bd. 9, H. 6, 1957, 15–19.
- Das Gefecht bei Lambach 1805. In: Oberösterreichische Heimatblätter. Jg. 18, H. 1/2, 1964, S. 54–56 (ooegeschichte.at [PDF]).
- Die Linzer Jahrmärkte im Spiegel der Reichs-Münchsgesetzgebung. In: Historisches Jahrbuch der Stadt Linz. 1965, ISSN 0440-9736, S. 43–48 (ooegeschichte.at [PDF]).
- Die niederungarischen Bergstädte. Ihre Entwicklung und wirtschaftliche Bedeutung bis zum Übergang an das Haus Habsburg (1546) (= Buchreihe der Südostdeutschen Historischen Kommission. 15, ISSN 0562-5270). Oldenbourg, München 1966.
- Henckel von Donnersmarck, Lazarus. In: Neue Deutsche Biographie (NDB). Band 8, Duncker & Humblot, Berlin 1969, ISBN 3-428-00189-3, S. 517 f. (Digitalisat).
- Die Porcia. Aufstieg und Wirken eines Fürstenhauses (= Aus Forschung und Kunst. 14, ISSN 0067-0642). Geschichtsverein für Kärnten, Klagenfurt 1971.
- Österreichische Münz- und Geldgeschichte. Von den Anfängen bis 1918. Böhlau, Wien u. a. 1973, ISBN 3-205-08061-0.